# Логвиненко Валентина Миколаївна
Валенти́на Микола́ївна Логвине́нко (* 1929 — † 1983) — радянська українська ентомологиня, спеціалістка з систематики і фауністики цикадових. Кандидатка біологічних наук.

## Біографія і наукова діяльність
В. М. Логвиненко народилася 1929 року в Харкові. Закінчивши Харківський державний університет, вона працювала у відділі загальної і прикладної ентомології Інституту зоології ім. І. І. Шмальгаузена.
Досліджувала систематику і фауністику цикадових комах надродини Fulgoroidea України. Вона описала понад 20 видів, нових для науки, стала автором 65 публікацій, в тому числі монографії з серії «Фауна України».

## Основні праці
Цикадки роду Mocuellus Rib. (Homoptera, Cicadina) на Україні // Допов. АН УРСР. 1960. № 5. С. 663—666.
Еколого-фауністичний огляд та стаціальне розмецення цикадин (Homoptera, Auchenorrhyncha) Українських Карпат // Праці Інст. зоол. АН УРСР. 1961. Т. 17. С. 30-50.
Нові види цикадин з Криму. // Допов. Акад. наук Укр. РСР, 1965, № 11. С. 1526—1530.
Обзор фауны цикадовых (Homoptera, Cicadinea) Молдавской ССР. // Тр. Молдав. НИИ садоводства, виноградарства и виноделия. 1966. Т. 13. С. 231—269 [У співавторстві з В. І. Талицьким]
Новые виды цикад с Кавказа и Молдавии // Энтомологическое обозрение. 1966. Т. 45, № 2. С. 401—410.
Новый вид цикадки рода Aphrodes Curt. (Auchenorrhyncha, Cicadellidae) с Кавказа II Вестник зоол. 1967. Т. 1, № 4. С. 69-71.
Новые виды цикадовых (Homoptera, Auchenorrhyncha) с юга европейской части СССР // Зоологический журнал. 1967. Т. 46, вып. 5. С. 773—777.
Два новых вида цикадок рода Handianus (Homoptera, Cicadellidae) II Зоол. журн. 1967. Т. 46, вып. 11. С. 1720—1721.
Новые и малоизвестные цикадовые семейства Cixiidae (Homoptera, Auchenorrhyncha) Кавказа и Закавказья // Вестник зоол. 1969. № 1.С. 53-59.
Новые и малоизвестные цикадовые сем. Delphacidae (Homoptera, Auchenorrhyncha) из южных районов СССР // Энтомол. обозр. 1970. Т. 49, № 3. С. 624—633.
Новые виды цикадок (Auchenorrhyncha, Cicadellidae) с Кавказа II Зоол. журн. 1971. Т. 50, № 4. С. 589—592.
Новые виды цикадовых (Homoptera, Delphacidae) с юга СССР // Вестник зоол. 1972. № 5. С. 21-25.
Подотряд цикадовые Auchenorrhyncha II Вредители сельскохозяйственных культур и лесных насаждений. Т. 1. Вредные нематоды, моллюски, членистоногие. Киев, 1973. С. 190—207.
Hoвi види цикадових роду Cixius Latr. (Homoptera, Cixiidae) з Кавказу // Допов. АН УРСР, сер. Б. 1974. № 4. С. 375—380.
Bilusius valico sp. п. новый вид цикадок (Auchenorrhyncha, Cicadellidae) с Кавказа // Зоол. журн. 1974. Т. 53, № 4. С. 1261—1263.
Новые виды цикадок подсемейства Euscelinae (Auchenorrhyncha, Cicadellidae) из Закавказья // Докл. АН УССР. 1975. № 5. С. 464-69.
Фульгороідні цикадові (Fulgoroidea). Фауна Украіни. Т. 20. Вып. 2. Киів, 1975. 287 с.
Два новых вида рода Megadelphax W. Wgn. (Auchenorrhyncha, Delphacidae) с Кавказа // Сборник трудов зоол. музея. 1976а. № 36. С. 38-42.
Новые виды цикадовых надсем. Fulgoroidea (Auchenorrhyncha) с Кавказа // Энтомол. обозр. 19766. Т. 55, № 3. С. 602609.
Новые виды закавказских цикадовых (Homoptera, Auchenorrhyncha) II Вестник зоол. 1977. № 5. С. 61-68.
Новые виды цикадовых (Homoptera, Auchenorrhyncha) с Кавказа // Энтомол. обозр. 1978. Т. 57, № 4. С. 797—807.
Новые виды цикадок-тифлоцибин (Homoptera, Cicadellidae) с Кавказа // Энтомол. обозр. 1980. Т. 59, № 3. С. 586—593.
Цикадки рода Macropsidius Rib. (Homoptera, Auchenorrhyncha, Cicadellidae) на Кавказе // Вестник зоол. 1981. № 6. С. 37-43.
Шесть новых видов цикадок подсемейства Typhlocybinae (Homoptera, Auchenorrhyncha, Cicadellidae) с Кавказа // Тр. ЗИН АН СССР. 1981. Т. 105. С. 6-14.
Новые материалы к фауне цикадовых (Homoptera, Auchenorrhyncha) Украины. // Таксономия и зоогеография насекомых. Сб. науч. тр. Киев: Наукова думка. 1984. 27.
Подотряд цикадовые Auchenorrhyncha. У кн.: Вредители сельскохозяйственных культур и лесных насаждений. Т. 1. Вредные нематоды, моллюски, членистоногие. Киев, 1987. С. 149—163.